# کمپ وحشی
کمپ وحشی (به انگلیسی: Camp Wilder) یک مجموعه تلویزیونی آمریکایی به سبک کمدی موقعیت است که توسط متیو کارلسون برای شبکه شرکت پخش رسانه‌ای آمریکا ساخته شده‌است.